# Biertan (gmina)
Biertan – gmina w Rumunii, w okręgu Sybin. Obejmuje miejscowości Biertan, Copșa Mare i Richiș. W 2011 roku liczyła 2590 mieszkańców.